# Intef III
Najtnebtepnefer Intef, o Intef III, fue un faraón de la dinastía XI de Egipto, que gobernó de c. 2069-2061 a. C.. Reinó aproximadamente ocho años desde la capital meridional, Uaset (Tebas). 
Defendió el reino que heredó de su predecesor Intef II. No hay signos que indiquen que este rey ampliara o cediera territorio durante su reinado frente a los monarcas de las dinastías IX y X que gobernaron coetáneamente en otras regiones de Egipto. 
Después de un reinado corto y aparentemente pacífico lo sucedió su hijo Mentuhotep II. 

## Testimonios de su época
Intef III ordenó iniciar varios trabajos de restauración en Elefantina, que prosiguió su hijo Mentuhotep II.

## Titulatura
| Titulatura | Jeroglífico | Transliteración (transcripción) - traducción - (referencias) |

| G5 |

| G5 |

| V30 · D1 · Z1 | F35 |

| V30 · D1 · Z1 | F35 |

| V30 · D1 · Z1 | F35 |

| V30 · D1 · Z1 | F35 |

| G5 |

| G5 |

| V30 · D1 · Z1 | F35 |

| V30 · D1 · Z1 | F35 |

| V30 · D1 · Z1 | F35 |

| V30 · D1 · Z1 | F35 |

| G5 |

| G5 |

| N35 · M3 | X1 | V30 · D1 | F35 |

| N35 · M3 | X1 | V30 · D1 | F35 |

| N35 · M3 | X1 | V30 · D1 | F35 |

| N35 · M3 | X1 | V30 · D1 | F35 |

| G5 |

| G5 |

| N35 · M3 | X1 | V30 · D1 | F35 |

| N35 · M3 | X1 | V30 · D1 | F35 |

| N35 · M3 | X1 | V30 · D1 | F35 |

| N35 · M3 | X1 | V30 · D1 | F35 |

|                |    |     |       |
| \| \| \| \| \| |    |     |       |
|                |    |     |       |
| G39            | N5 | W25 | n&t&f |

| G39 | N5 | W25 | n&t&f |

|                |    |     |       |
| \| \| \| \| \| |    |     |       |
|                |    |     |       |
| G39            | N5 | W25 | n&t&f |

| G39 | N5 | W25 | n&t&f |

|                |    |     |       |
| \| \| \| \| \| |    |     |       |
|                |    |     |       |
| G39            | N5 | W25 | n&t&f |

| G39 | N5 | W25 | n&t&f |

|                |    |     |       |
| \| \| \| \| \| |    |     |       |
|                |    |     |       |
| G39            | N5 | W25 | n&t&f |

| G39 | N5 | W25 | n&t&f |